# Квантова гравитация
Квантовата гравитация е дял от теоретичната физика, чиято цел е да опише гравитацията в контекста на квантовата механика и там, където квантовите ефекти не могат да се пренебрегнат, като например близо до компактни астрофизични обекти, при които въздействието на гравитацията е силно.
Сегашното разбиране на гравитацията се основава на общата теория на относителността на Алберт Айнщайн, която е формулирана в рамките на класическата физика. От друга страна, останалите три фундаментални взаимодействия на физиката се описват в рамките на квантовата механика и квантовата теория на полето, които са коренно различни формализми за описание на физическите явления. Поради това, понякога се твърди, че е необходимо квантово механично описание на гравитацията, тъй като не може консистентно да се свърже класическа система с квантова такава.:с. 11–12
Докато квантовата теория на гравитацията може да е необходима за съгласуване на общата теория на относителността с принципите на квантовата механика, възникват трудности, когато се приложат обичайните правила на квантовата теория на полето към силата на гравитацията чрез гравитони. Проблемът се състои в това, че получената теория не подлежи на ренормализация (тя прогнозира безкрайни стойности за някои наблюдаеми свойства като масата на частиците) и следователно не може да се използва за направата на смислени физически прогнози. Поради това теоретиците са възприели по-радикални подходи към проблема с квантовата гравитация, най-популярната от които е струнната теория. Макар струнната теория да се опитва да обедини гравитацията с другите фундаментални взаимодействия, други теории полагат усилия да квантуват гравитационното поле, докато го държат отделно от останалите взаимодействия.
Строго погледнато, целта на квантовата гравитация е само да опише квантовото поведение на гравитационното поле, но тя не си поставя за цел да обедини всички фундаментални взаимодействия в една математическа рамка. Докато всякакво значително подобрение на настоящото разбиране за гравитацията би спомогнало за по-нататъшната работа към унификация, изследването на квантовата гравитация е област с множество разклонения с различни подходи към унификация.
Една от трудностите при формулирането на теорията на квантовата гравитация е, че ефектите на квантовата гравитация се появяват при мащаб съизмерим с дължината на Планк (около 10−35 метра), който е недостъпен за ускорителите на частици. Следователно, физиците не разполагат с експериментални данни, които биха спомогнали за уточняването на теорията.

## Общ преглед
Голяма част от затруднението при съчетаването на теориите във всички енергийни мащаби идва от различните предположения, които тези теории допускат относно механизма на Вселената. Общата теория на относителността моделира гравитацията като изкривяване на пространство-времето. От друга страна, квантовата теория на полето обикновено се формулира в равно пространство-време, което се използва в специалната теория на относителността. Никоя теория все още не се е доказала като успешна при описването на общата ситуация, при която динамиката на материята, моделирана чрез квантовата механика, влияе на кривината на пространство-времето. Ако човек се опита да третира гравитацията просто като още едно квантово поле, получената теория не може да се ренормализира. Дори при простия случай, когато кривината на пространство-времето е фиксирана предварително, развиването на квантовата теория на полето математически става изключително трудно, а много от концепциите, които се използват в случая на равно пространство-време, стават неизползваеми. Надеждата е, че теорията на квантовата гравитация би позволила да се разберат случаите с много висока енергия в много малко пространство, като например поведението на черните дупки и Големия взрив.